# Kanheri-Höhlen

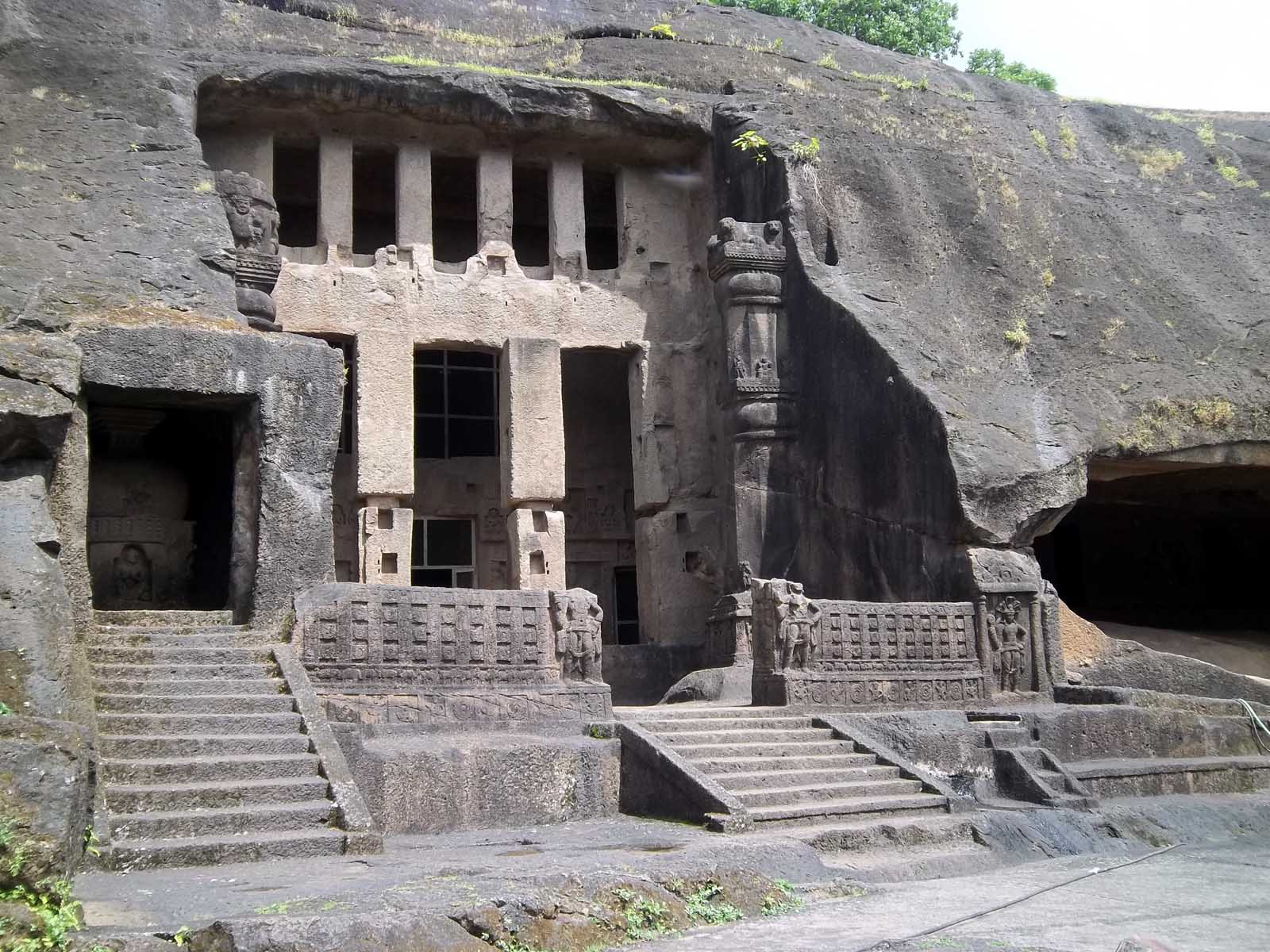
Kanheri – Chaitya-Höhle 2 mit vedika-Steinzaun

Die über 100 Kanheri-Höhlen (Marathi: कान्हेरीगुहा, Kānherī-guhāḥ; engl.: Kanheri Caves) gehören zu den weitgehend unbekannten und entsprechend von ausländischen Touristen nur selten besuchten buddhistischen Höhlenklöstern in der Umgebung von Mumbai (Indien).

## Toponym
Der Name Kanheri wird meist abgeleitet von überlieferten Namen wie Kanhasela, Krishnagiri oder Kanhagiri; alle diese Bezeichnungen bedeuten so viel wie ‚Schwarzer Hügel‘ oder ‚Schwarzer Berg‘, was sich auf die Oberflächenfarbe des Felsgesteins bezieht.

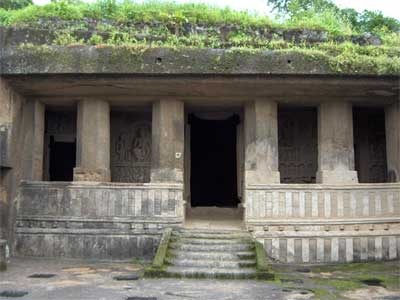
Kanheri – vihara-Höhle mit vedika-Steinzaun

## Lage
Die Kanheri-Höhlen befinden sich im hügeligen und unter Naturschutz stehenden Waldgebiet von Borivali (Sanjay-Gandhi-Nationalpark) in den küstennahen Ausläufern der Westghats unweit eines alten Handelsweges zwischen dem Hochland des Dekkan und dem Küstenvorland bzw. den bereits in der Antike bekannten Hafenstädten etwa 40 km nordöstlich des heutigen Zentrums von Mumbai. Die Höhlen liegen verteilt in Höhen von etwa 150 m bis 450 m an den Flanken eines aus Basaltlava bestehenden Felsens. Die Borivali Railway Station ist mit Vorortzügen gut zu erreichen; die restlichen 5 km in südöstlicher Richtung sind am besten mit Taxis oder Motorrikschas zu bewerkstelligen. Die benachbarten Mahakali-Höhlen befinden sich etwa 20 km (Fahrtstrecke) südwestlich bei Andheri.

## Datierung

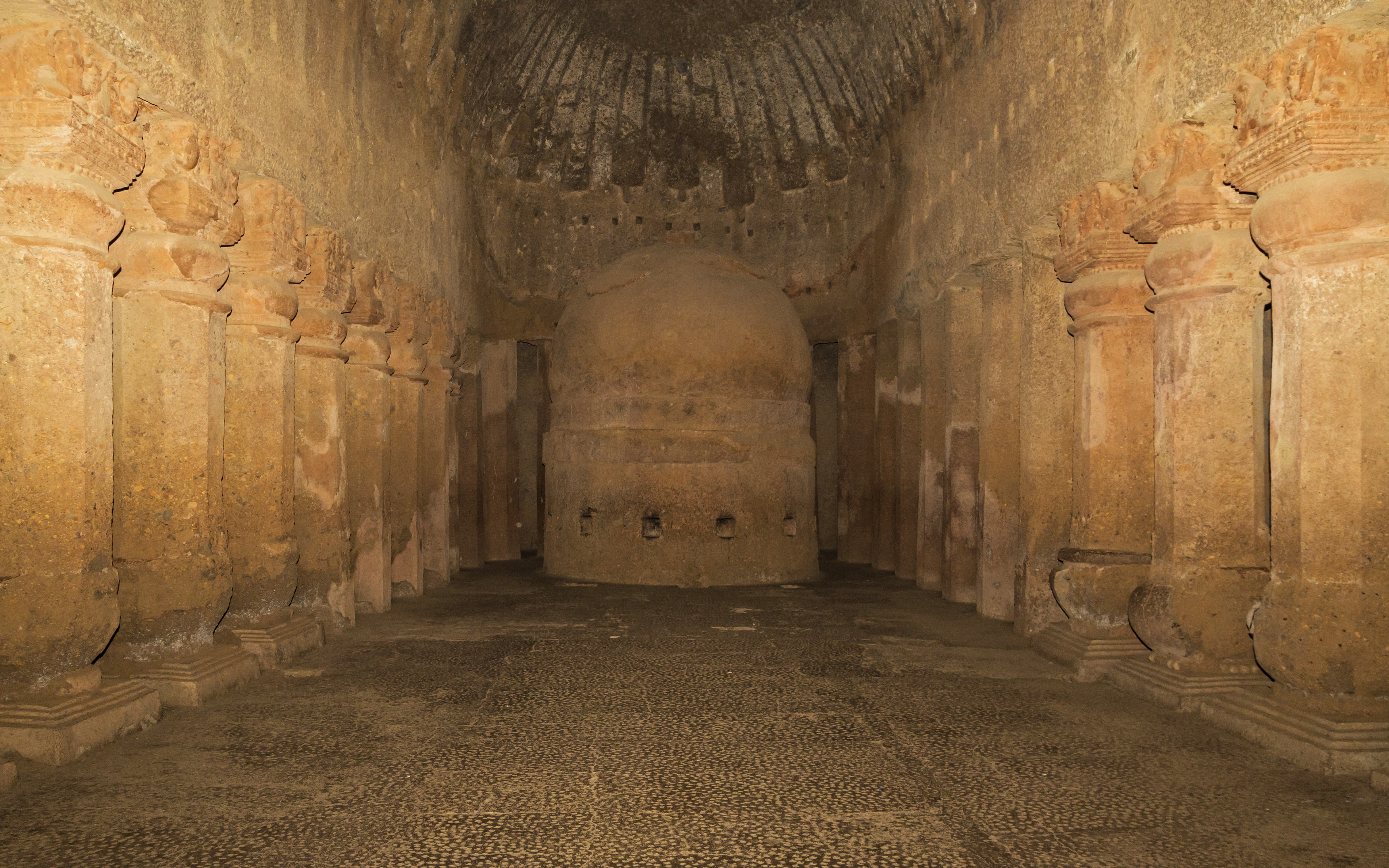
Kanheri – Höhle 2 (chaitya)

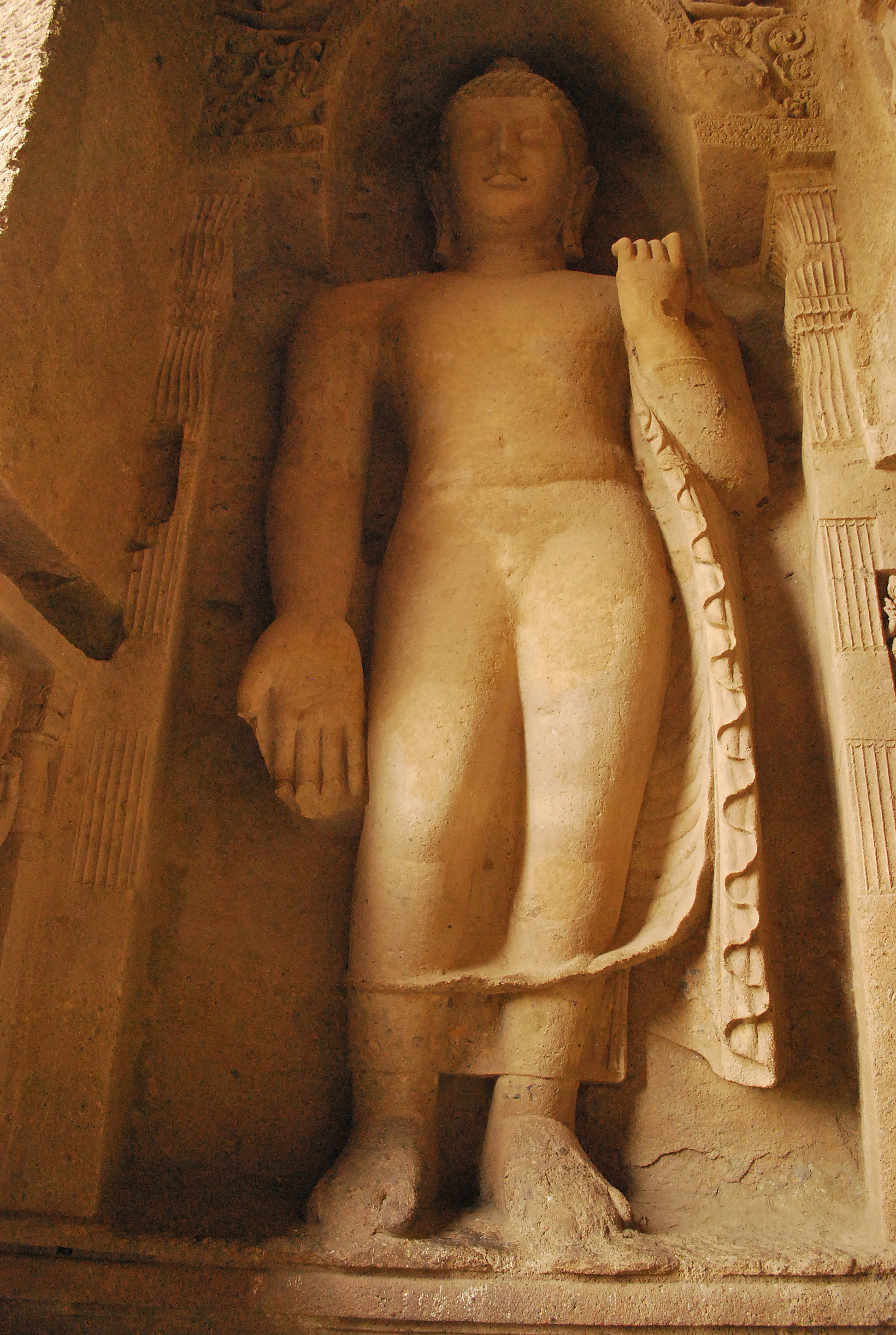
Kanheri – Höhle 2, Buddha-Statue im Portikus

Unter den mehr als 50 in den Kanheri-Höhlen erhaltenen Inschriften befinden sich einige mit Namen von Herrschern aus dem 2. und 3. Jahrhundert n. Chr. Der Beginn der Bauaktivitäten wird jedoch von den meisten Forschern in das 1. Jahrhundert v. Chr., von einigen auch in das 3. Jahrhundert v. Chr. datiert. Die letzte erhaltene indische Inschrift nennt den Namen des Rashtrakuta-Herrschers Amoghavarsha und stammt aus dem Jahr 853; zwei Inschriften in der persischen Pahlevi-Schrift stammen aus dem 11. Jahrhundert – ob die Höhlen zu dieser Zeit noch zu Kultzwecken oder lediglich zur Beherbergung reisender Kaufleute genutzt wurden, ist allerdings unklar.

## Höhlen
Die Nummerierung der über 100 Kult- und Wohnhöhlen, Votivstupas, Nischen und Zisternen ist an Ort und Stelle mangels Kennzeichnungen nicht nachzuvollziehen. Im Folgenden werden nur die wichtigsten Höhlen aufgeführt:
- Höhle 2 ist eine etwa 13,60 m breite, 26,30 m tiefe und 12,90 m hohe Verehrungshalle (chaitya oder chaityagriha), die sehr der etwa 120 km südöstlich gelegenen von Karli ähnelt: Es handelt sich um eine dreischiffige Säulenhalle mit ausgearbeitetem Kapitellschmuck in Form von amalakas und figürlichen Motiven (kniende Elefanten und ‚Himmlische Liebespaare‘ (mithunas)) darüber, der jedoch – wie in Karli – im Umgangsbereich fehlt. Hier findet sich das eigentliche religiöse Zentrum der Halle – ein etwa 4,80 m hoher anikonischer Stupa, der ehemals wohl über einen aus Holz gefertigten Zaun- (harmika) und Schirmaufsatz (chhatri) verfügte. Der Stupa konnte im Rahmen einer Umwandlungszeremonie (pradakshina) umschritten werden, wobei die nahe Umschreitung – mit Berührung des Stupa – möglicherweise nur Mönchen und hochgestellten Personen gestattet war. In der Deckenwölbung des Mittelschiffs sind steinerne Sparrenansätze vorhanden, die mit entsprechenden Hölzern, deren Spuren gerade noch zu erkennen sind, verlängert wurden; diese Konstruktionsweise nimmt Bezug auf Vorbilder älterer Holzbauten, die jedoch allesamt nicht erhalten sind. Vor der Kulthöhle befinden sich ein etwa 2,20 m tiefer und über 8,50 m breiter Portikus (mandapa) mit zwei – in späterer Zeit angebrachten – etwa 5,50 m hohen und nahezu vollplastischen Figurenreliefs stehender Buddhas mit der Handhaltung des Willkommens oder der ‚Gewährung‘ (varadamudra), oberhalb derer ‚Himmlische Wesen‘ (apsaras) mit Blumengirlanden im sogenannten ‚Knieflug‘ herbeieilen um dem ‚Erleuchteten‘ die Ehre zu erweisen. Daneben finden sich hier eine Vielzahl kleinerer Buddha-Figuren in unterschiedlichen Sitzpositionen und mit variierenden Handhaltungen (mudras). Im Außenbereich stehen zwei Wandpfeiler (stambhas) mit Figurenkapitellen und eine zweigeteilte Zaunabgrenzung (vedika) des heiligen Bezirks von der Außenwelt.

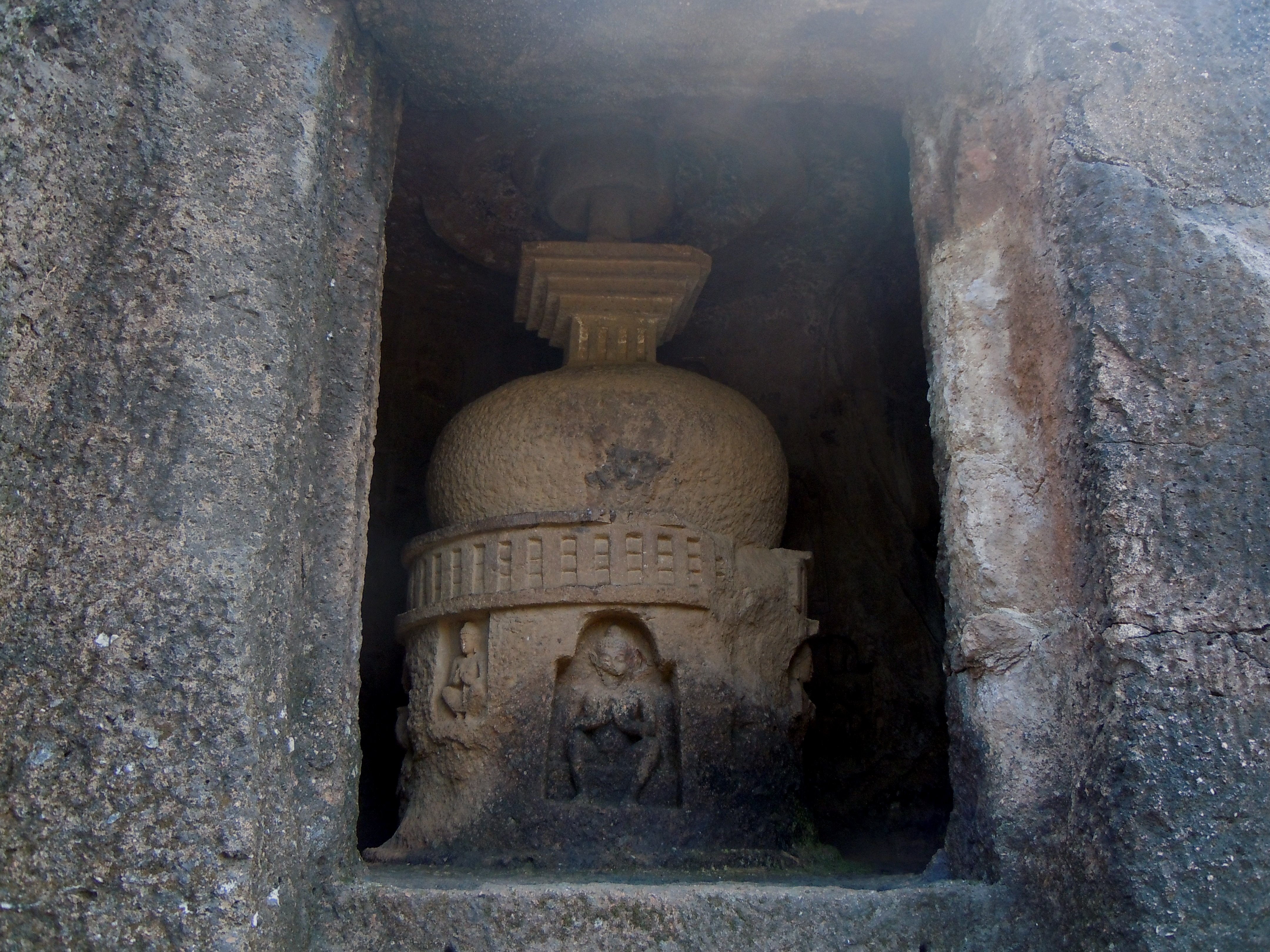
Kanheri – Höhle 11; Stupa mit zaunartiger mittlerer Balustrade (vedika), kubischem Zaunaufsatz (harmika), Schirmaufsatz (chhatri) sowie einer Buddha-Figur im Lehrgestus (dharmachakramudra)

- Höhle 11 ist eine kombinierte Kult- und Wohnhalle (vihara), die den in den seitlichen Zellen lebenden Mönchen die Möglichkeit zur Verehrung einer sitzenden Buddha-Statue mit Lehrgestus (dharmachakramudra) ermöglichte. Der Stupa ist von einer zaunartigen Balustrade (vedika) umgeben sowie von einem würfelförmigen Steinzaun (harmika), einem abgetreppten Element und einem Schirmaufsatz (chhatri) überhöht.
- In Höhle 34 sieht man Vorzeichnungen von nicht ausgeführten oder stark verblassten Fresken.
- In Höhle 41 findet sich die Darstellung eines vierarmigen und elfköpfigen Bodhisattvas (Avalokiteshvara). Die vier Arme und die elf Köpfe sind als Zeichen seiner universalen Macht zu deuten.
- Höhle 90 zeigt eine etwa 5 m breite Reliefwand und ein aus dem Felsgestein gekratztes mandala; es ist eines der ältesten erhaltenen mandalas überhaupt. Auch zwei Inschriften in persischer Pahlavi-Schrift aus dem 11. Jahrhundert wurden hier entdeckt.
- An vielen Stellen entlang der Wege zwischen den Höhlen finden sich in das Felsgestein gehauene Rinnen und Becken – Zeugnisses eines ausgeklügelten Systems zur Wasserversorgung.
- Auf drei etwas abgelegenen Felsterrassen finden sich mehrere Überreste von steinernen bzw. aus Ziegelsteinen gemauerten Stupas – man nimmt an, dass sich um eine Art ‚Gedenkfriedhof‘ für hier nach ihrem Tode verbrannte Mönche oder andere hochgestellte Persönlichkeiten handelt.

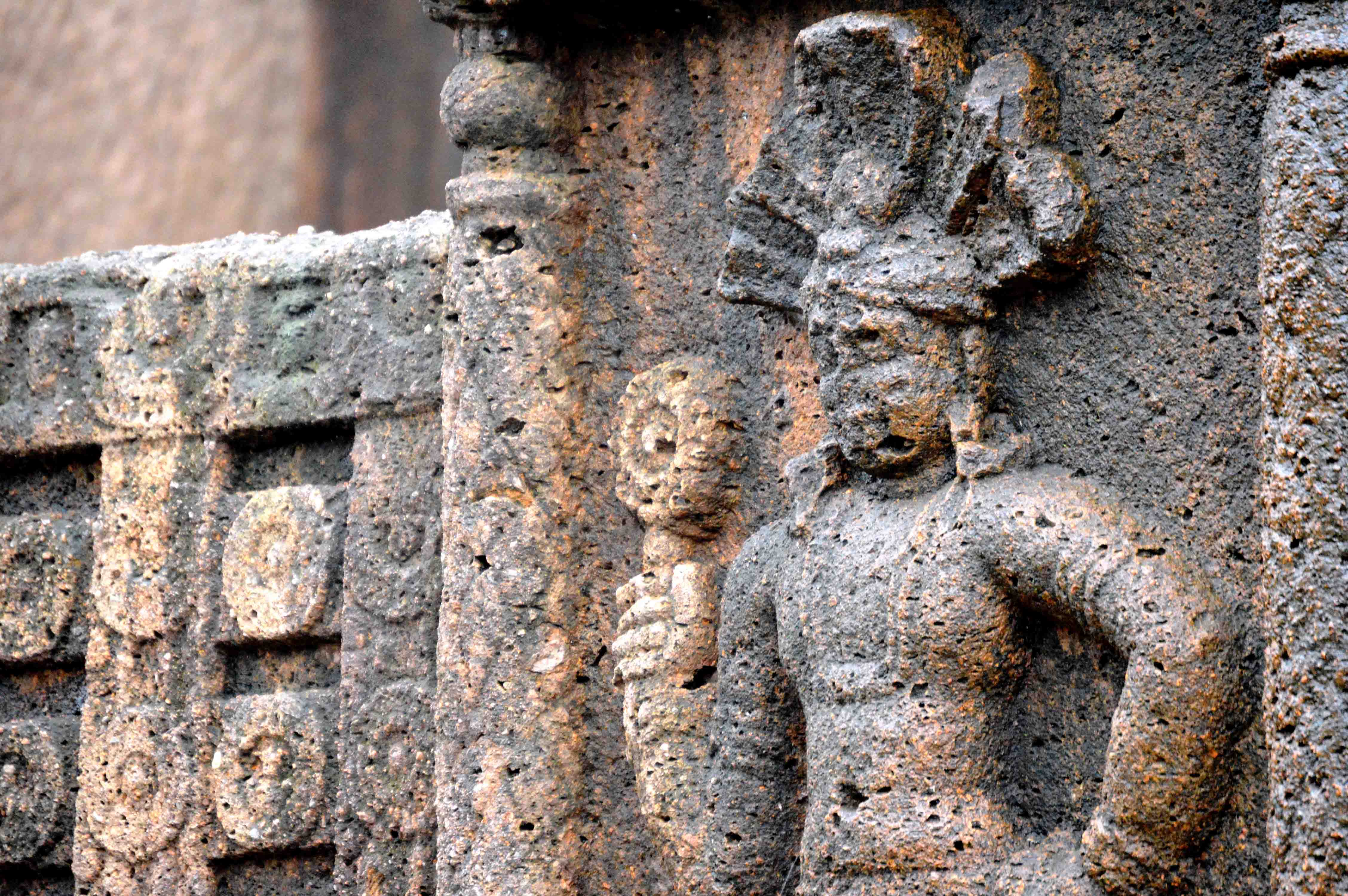
Höhle 2 – Wächter mit Schlangenhaube, links davon ein Steinzaun (vedika)
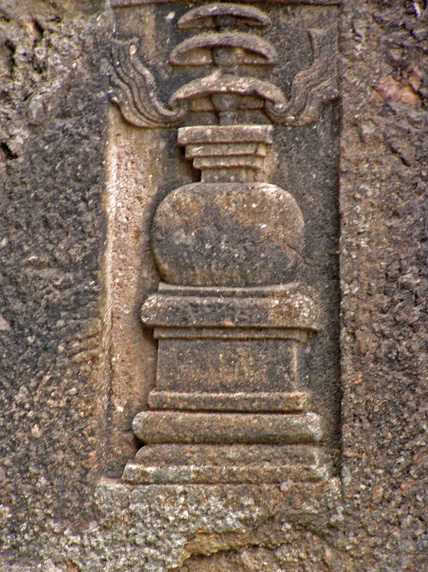
Höhle 2 – Wandrelief eines Votivstupas mit Schirmaufsatz (chhatri)
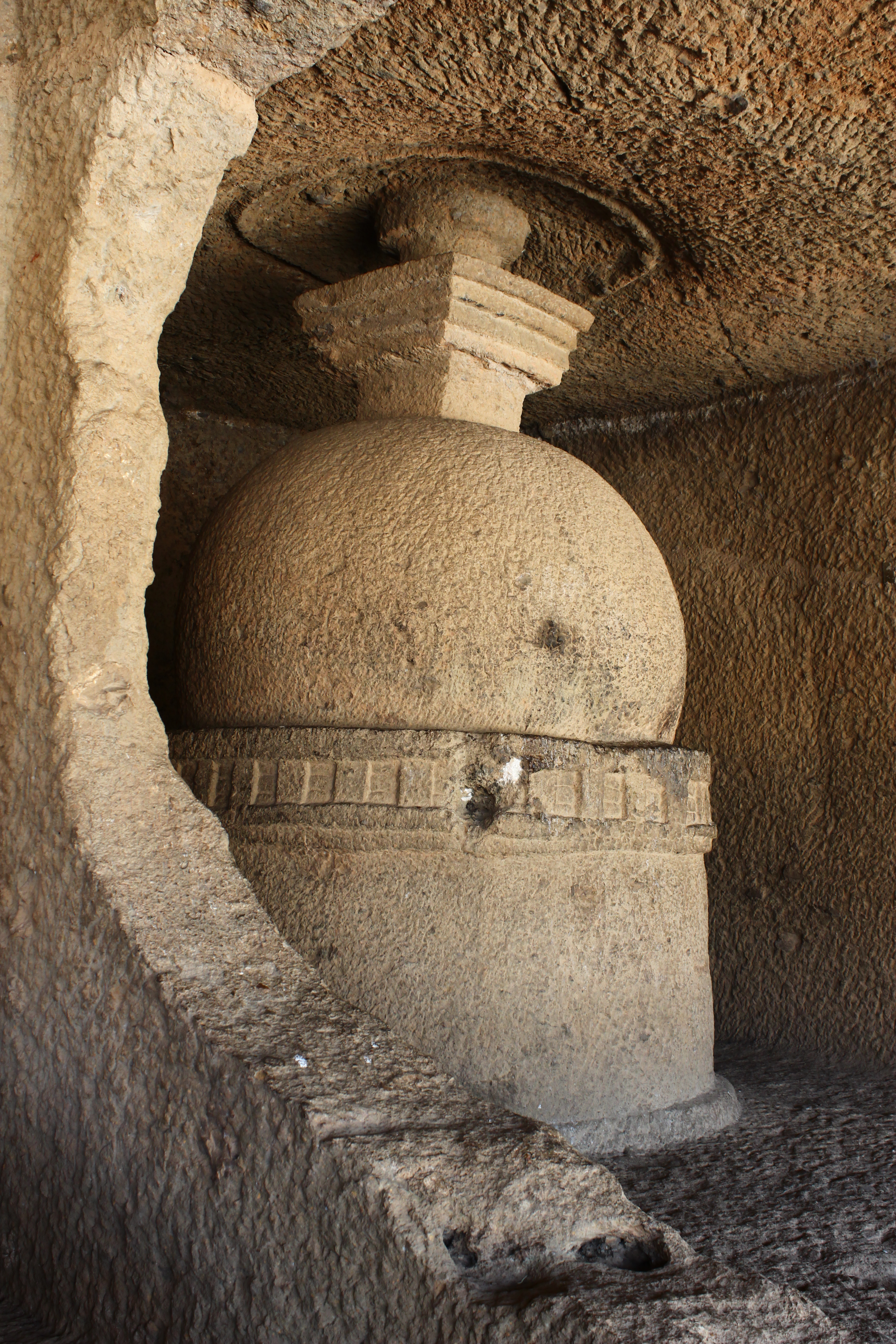
Höhle 3 – Votivstupa mit Schirmaufsatz (neben Höhle 2)
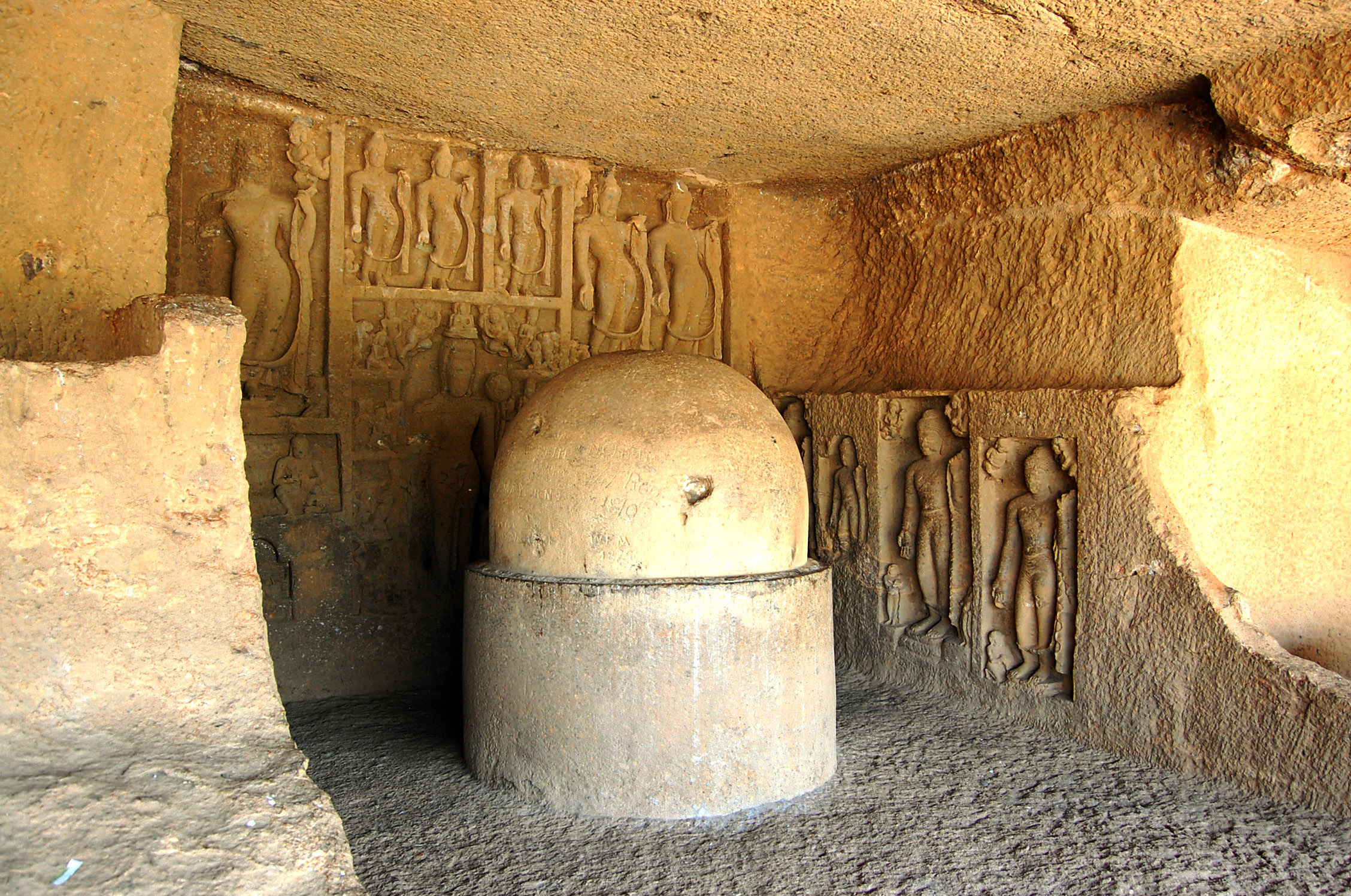
Höhle 4 – Votivstupa ohne Schirmaufsatz
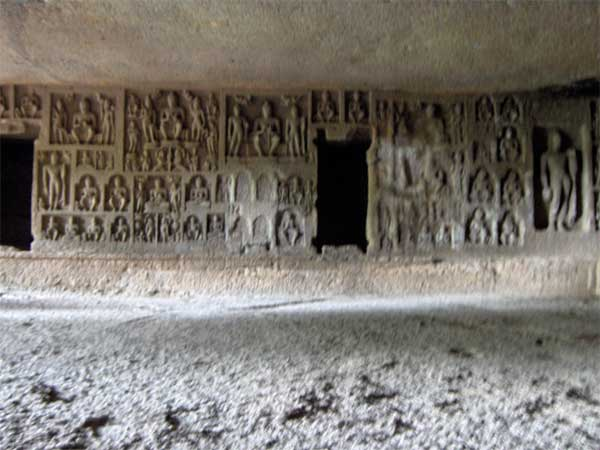
Höhle 90 – Reliefwand
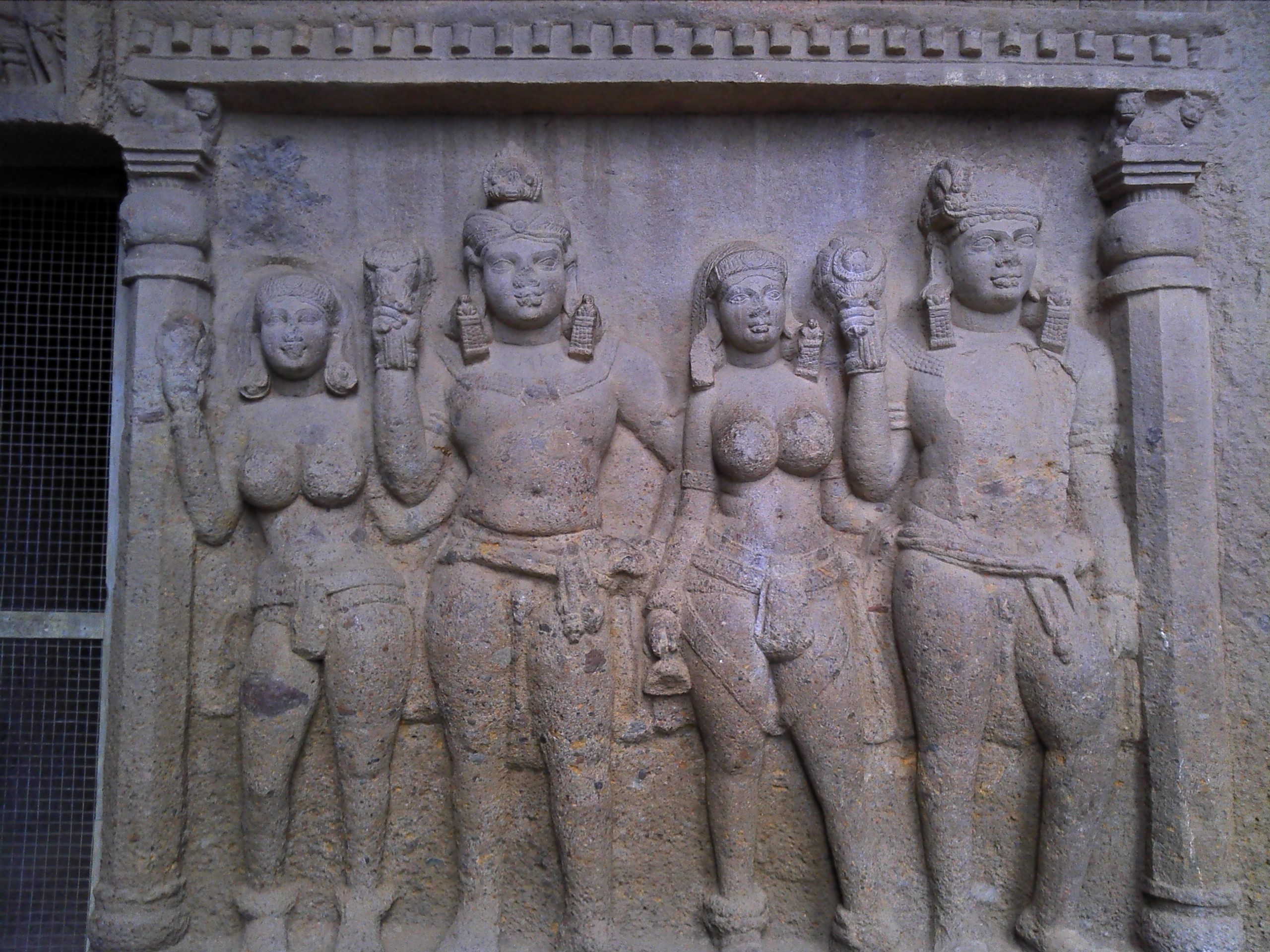
Höhle 2 – Götterfiguren mit Begleiterinnen
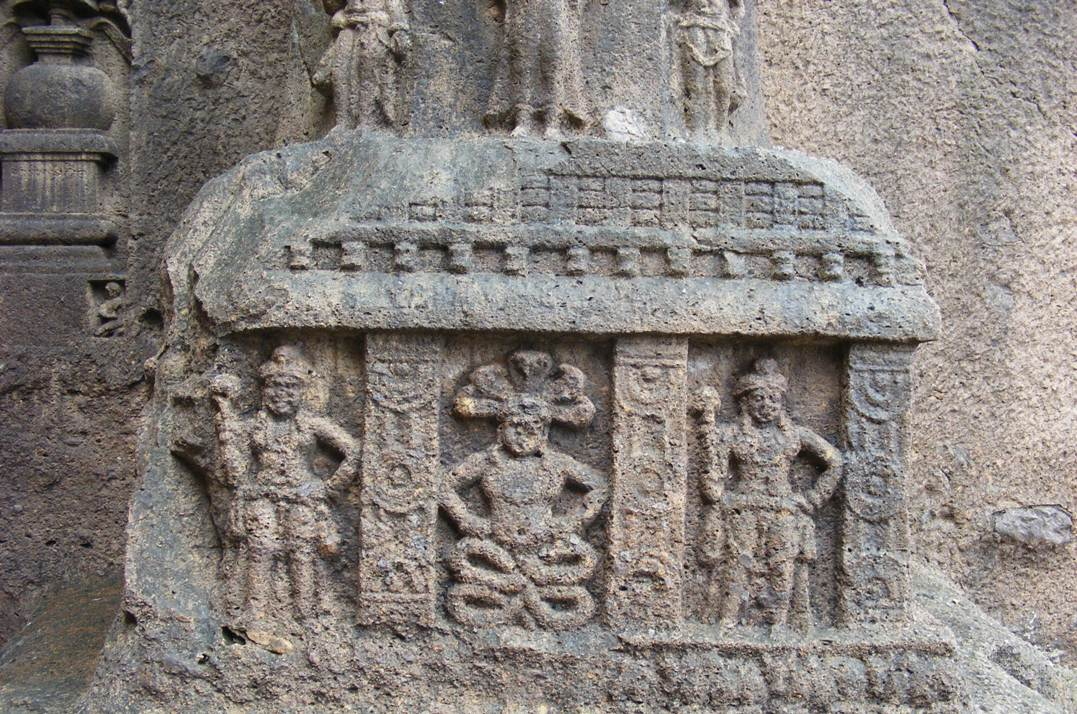
Höhle 2 – Schlangengott (nagaraja) mit Wächtern
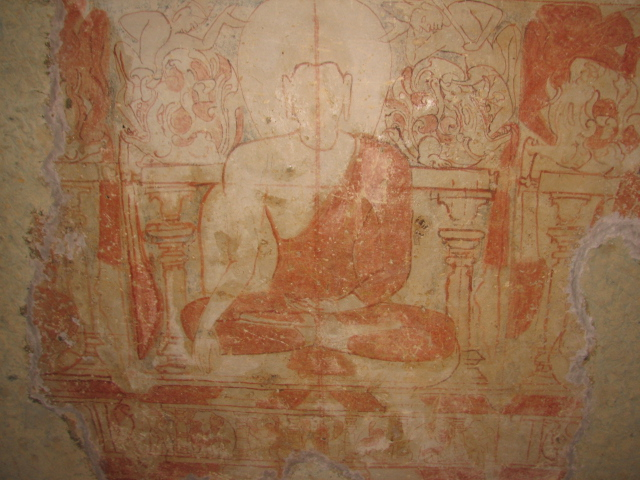
Höhle 34 – Buddha-Fresko